# Jun de Gojoseon
Jun (준왕 , 準王 ; actif entre le 3e et le 2e siècle avant notre ère) est un dirigeant coréen, roi de Gojoseon, ayant régné vers 220 à 194 ou 193 avant notre ère, en tant que membre de la dynastie Gija Joseon.
Son trône fut usurpé par Wiman, qui fonde la dynastie Joseon de Wiman à Gojoseon,,,,.

## Usurpation du trône et fuite vers Mahan
En ce qui concerne sa destitution, le général chinois Wiman était arrivé à Gojoseon en tant que réfugié et s'est soumis au roi Jun. Celui-ci accepta sa demande de servir comme commandant des forces miltaires sur la frontière occidentale avec la Chine, le long du fleuve Yalu. Cependant, en 194 ou 193 avant notre ère, le général Wiman mène une révolte contre le roi Jun, le chassant et le forçant à fuir vers le territoire de la Confédération Mahan dans le sud de la péninsule coréenne.